# Tournoi de tennis de Cagnes-sur-Mer
L'Open de Cagnes-sur-Mer Alpes-Maritimes est un tournoi international de tennis féminin situé à Cagnes-sur-Mer en France, créé en 1998. Ce tournoi du circuit ITF a eu une dotation de 100 000 $ (maximum autorisé) après avoir démarré à 10 000 $. Il se déroule chaque année début mai à l'US Cagnes-sur-Mer sur terre battue extérieure. De par sa dotation importante, de nombreuses joueuses du top 100 mondial viennent chaque année disputer le tournoi pour se préparer à Roland-Garros.

## Palmarès

### En simple
| Année | Dotation     | Vainqueure            | Finaliste           | Score          |
| ----- | ------------ | --------------------- | ------------------- | -------------- |
| 1998  | 10 000 $     | Nancy Feber           | Carine Bornu        | 6-0, 6-1       |
| 1999  | 25 000 $     | Lucy Ahl              | Virginie Razzano    | 4-6, 7-5, 6-2  |
| 2000  | 25 000 $     | Iroda Tulyaganova     | Giulia Casoni       | 6-2, 6-3       |
| 2001  | 25 000 $     | Jana Hlaváčková       | Sabine Klaschka     | 7-5, 6-4       |
| 2002  | 50 000 $     | Émilie Loit           | Alena Vašková       | 7-5, 3-6, 6-4  |
| 2003  | 75 000 $     | Stéphanie Cohen-Aloro | Yulia Beygelzimer   | 6-4, 6-3       |
| 2004  | 75 000 $     | Séverine Beltrame     | Anna-Lena Grönefeld | 6-4, 6-4       |
| 2005  | 75 000 $     | Laura Pous Tió        | Ekaterina Bychkova  | 7-64, 6-4      |
| 2006  | 75 000 $     | Martina Müller        | Anastasiya Yakimova | 7-66, 2-6, 6-0 |
| 2007  | 100 000 $    | Timea Bacsinszky      | Tatjana Malek       | 6-4, 6-1       |
| 2008  | 100 000 $    | Viktoriya Kutuzova    | Maret Ani           | 6-1, 7-5       |
| 2009  | 100 000 $ +H | Maria Elena Camerin   | Zuzana Ondrášková   | 6-1, 6-2       |
| 2010  | 100 000 $ +H | Kaia Kanepi           | Maša Zec Peškirič   | 6-3, 6-2       |
| 2011  | 100 000 $ +H | Sorana Cîrstea        | Pauline Parmentier  | 65-7, 6-2, 6-2 |
| 2012  | 100 000 $ +H | Yulia Putintseva      | Patricia Mayr       | 6-2, 6-1       |
| 2013  | 100 000 $    | Caroline Garcia       | Maryna Zanevska     | 6-0, 4-6, 6-3  |
| 2014  | 100 000 $    | Sharon Fichman        | Timea Bacsinszky    | 6-2, 6-2       |
| 2015  | 100 000 $    | Carina Witthöft       | Tatjana Maria       | 7-5, 6-1       |
| 2016  | 100 000 $    | Magda Linette         | Carina Witthöft     | 6-3, 7-5       |
| 2017  | 100 000 $    | Beatriz Haddad Maia   | Jil Teichmann       | 6-3, 6-3       |
| 2018  | 100 000 $    | Rebecca Peterson      | Dayana Yastremska   | 6-4, 7-5       |
| 2019  | 80 000 $     | Christina McHale      | Stefanie Vögele     | 7-64, 6-2      |
| 2020  | 80 000 $     | Sara Sorribes Tormo   | Irina Maria Bara    | 6-3, 6-4       |

### En double
| Année | Vainqueures                              | Finalistes                                   | Score             |
| ----- | ---------------------------------------- | -------------------------------------------- | ----------------- |
| 1998  | Helen Crook Victoria Davies              | Yvette Basting Magdalena Zděnovcová          | 6-3, 6-3          |
| 1999  | Karen Cross Amanda Grahame               | Louise Pleming Catherine Tanvier             | 6-4, 3-6, 7-6     |
| 2000  | Angelika Bachmann Giulia Casoni          | Iroda Tulyaganova Anna Zaporozhanova         | 7-5, 6-1          |
| 2001  | Carine Bornu Caroline Dhenin             | Sophie Georges Capucine Rousseau             | 6-4, 6-3          |
| 2002  | Stéphanie Cohen-Aloro Dally Randriantefy | Iveta Benešová Caroline Dhenin               | 6-2, 6-4          |
| 2003  | Vera Douchevina Galina Voskoboeva        | Yuliya Beygelzimer Anna Zaporozhanova        | 6-3, 6-4          |
| 2004  | Lioubomira Batcheva Eva Birnerová        | Ruxandra Dragomir Ilie Antonia Matic         | 4-6, 7-64, 6-3    |
| 2005  | Yuliya Beygelzimer Sandra Klösel         | Caroline Dhenin Andreea Vanc                 | 6-3, 3-6, 6-1     |
| 2006  | Sophie Lefèvre Aurélie Védy              | Daniela Klemenschits Sandra Klemenschits     | 2-6, 6-4, 7-61    |
| 2007  | Timea Bacsinszky Aurélie Védy            | Katarína Kachlíková Anastasia Pavlyuchenkova | 7-5, 7-5          |
| 2008  | Monica Niculescu Renata Voráčová         | Julie Coin Marie-Ève Pelletier               | 62-7, 6-1, [10-5] |
| 2009  | Julie Coin Marie-Ève Pelletier           | Erica Krauth Anna Tatishvili                 | 6-4, 6-3          |
| 2010  | Mervana Jugić-Salkić Darija Jurak        | Stéphanie Cohen-Aloro Kristina Mladenovic    | 0-6, 6-2, [10-5]  |
| 2011  | Anna-Lena Grönefeld Petra Martić         | Darija Jurak Renata Voráčová                 | 1-6, 6-2, [11-9]  |
| 2012  | Alexandra Panova Urszula Radwańska       | Katalin Marosi Renata Voráčová               | 7-5, 4-6, [10-6]  |
| 2013  | Vania King Arantxa Rus                   | Catalina Castaño Teliana Pereira             | 4-6, 7-5, [10-8]  |
| 2014  | Kiki Bertens Johanna Larsson             | Tatiana Búa Daniela Seguel                   | 7-64, 6-4         |
| 2015  | Johanna Konta Laura Thorpe               | Jocelyn Rae Anna Smith                       | 1-6, 6-4, [10-5]  |
| 2016  | Andreea Mitu Demi Schuurs                | Xenia Knoll Aleksandra Krunić                | 6-4, 7-5          |
| 2017  | Chang Kai-chen Hsieh Su-wei              | Raluca Olaru Renata Voráčová                 | 7-5, 6-1          |
| 2018  | Kaitlyn Christian Sabrina Santamaria     | Vera Lapko Galina Voskoboeva                 | 2-6, 7-5, [10-7]  |
| 2019  | Anna Blinkova Xenia Knoll                | Beatriz Haddad Maia Luisa Stefani            | 4-6, 6-2, [14-12] |
| 2020  | Samantha Murray Sharan Julia Wachaczyk   | Paula Kania Katarzyna Piter                  | 7-5, 6-2          |